# Hypolycaena phemis
Hypolycaena phemis är en fjärilsart som beskrevs av Druce 1895. Hypolycaena phemis ingår i släktet Hypolycaena och familjen juvelvingar. Inga underarter finns listade i Catalogue of Life.